# Große Jamia-Moschee (Lahore)

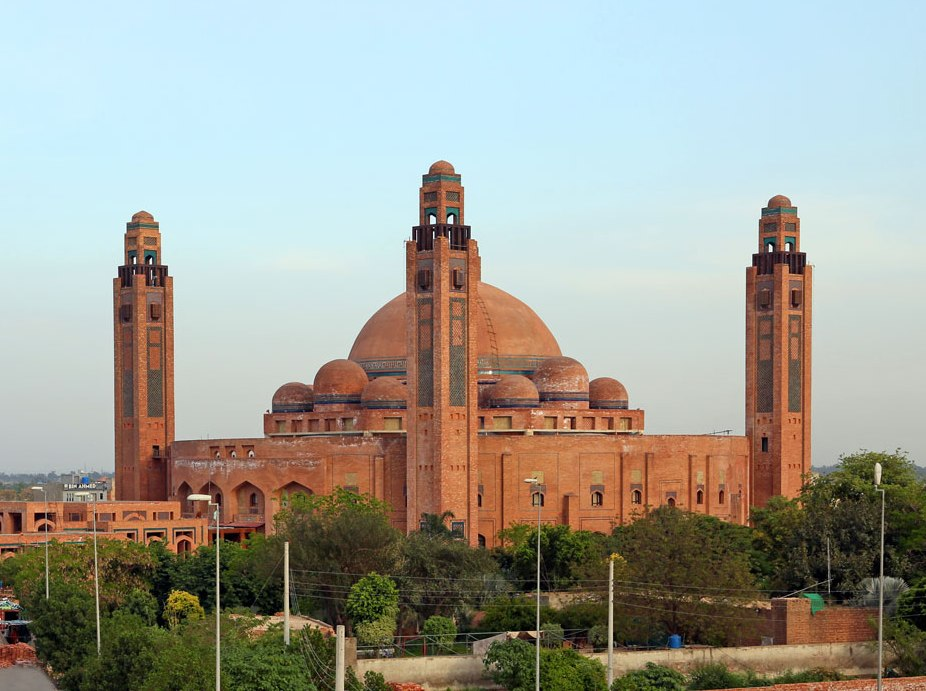
Blick auf die Große Jamia-Moschee

Die Große Jamia-Moschee (Urdu: گرینڈ جامع مسجد) ist eine Moschee in Bahria Town, Lahore, Pakistan. Mit einer Kapazität von 70.000 Gläubigen ist sie die drittgrößte Moschee in Pakistan und eine der größten Moscheen der Welt.
Das von Nayyar Ali Dada entworfene Gebäude wurde am Eid al-Adha, dem 6. Oktober 2014, eingeweiht. Sie bietet Platz für 25.000 Gläubige im Inneren, mit dem Innenhof und dem Korridor, der zu den Haupthallen führt, können insgesamt 70.000 Gläubige aufgenommen werden. Die Architektur wurde von der Badshahi-Moschee, der Wazir-Khan-Moschee und der Scheich-Zayid-Moschee beeinflusst. Die Baukosten beliefen sich auf über 4 Milliarden Rupien (etwa 39 Millionen Dollar) und wurden von dem Bauunternehmer Malik Riaz Hussain getragen.
Das Bauwerk besteht aus vier Minaretten, jedes ca. 50 m hoch, und einer großen Kuppel, die von 20 kleineren Kuppeln umgeben ist. Das Innere ist mit maßgefertigten, aus der Türkei importierten Teppichen und über 50 aus dem Iran importierten Kronleuchtern geschmückt. Die Moschee beherbergt ein Museum für islamisches Kulturgut mit seltenen Koransammlungen, eine islamische Bibliothek und eine Galerie für islamische Kunst mit verschiedenen Artefakten. Über vier Millionen handgefertigte Multani-Mosaikfliesen bedecken die Oberfläche der Moschee.

## Architektur
Der Sockel des gesamten Bauwerks befindet sich ca. 6 m über dem Boden, wobei das Dach bis zu ca. 24 m hoch ist und die große Kuppel in der Mitte von 20 kleineren Kuppeln umgeben ist. An den Enden der gesamten Struktur befinden sich die hoch aufragenden Minarette mit einer Höhe von ca. 50 m. Die Moschee verfügt über 6 Holztüren und beeindruckt mit weißen Kronleuchtern, Mosaikfliesen und reich verzierten Fresken.
Die Struktur verbindet architektonische Einflüsse aus der Mogul-Architektur mit traditionellen islamischen Einflüssen. Die Hauptstruktur besteht aus „Gutka-Ziegelsteinen“, die aus speziellem „Multani Mitti“ hergestellt werden, um den in den Ziegeln von Lahore üblichen Salpeter zu vermeiden. Die Ziegelstruktur wurde mit farbenfrohen glasierten Mosaikfliesen in geometrischen Formen und floralen Mustern verziert. Islamische Kalligraphie ziert das Innere. 4 Millionen handgefertigte Keramikfliesen wurden von den Handwerkern per Hand verlegt, was allein vier Jahre dauerte. An der Basis jedes Minaretts befinden sich vier bogenförmige Holztüren, die mit aufwendiger Mosaikkunst in leuchtenden Farben verziert sind und bis zur Spitze des Bauwerks hinaufführen. Jedes Minarett hat hölzerne Balkone und ein eigenes Kuppeldach.
Der landschaftlich gestaltete Innenhof wurde im typischen „Charbagh“-Stil gestaltet, einer Gartenanlage im persischen Stil, die in vielen großen Moscheen des Subkontinents zu finden ist. Der viereckige Garten ist in vier Abschnitte unterteilt, die durch vier Gehwege mit einem Wasserbrunnen in der Mitte miteinander verbunden sind.

## Galerie

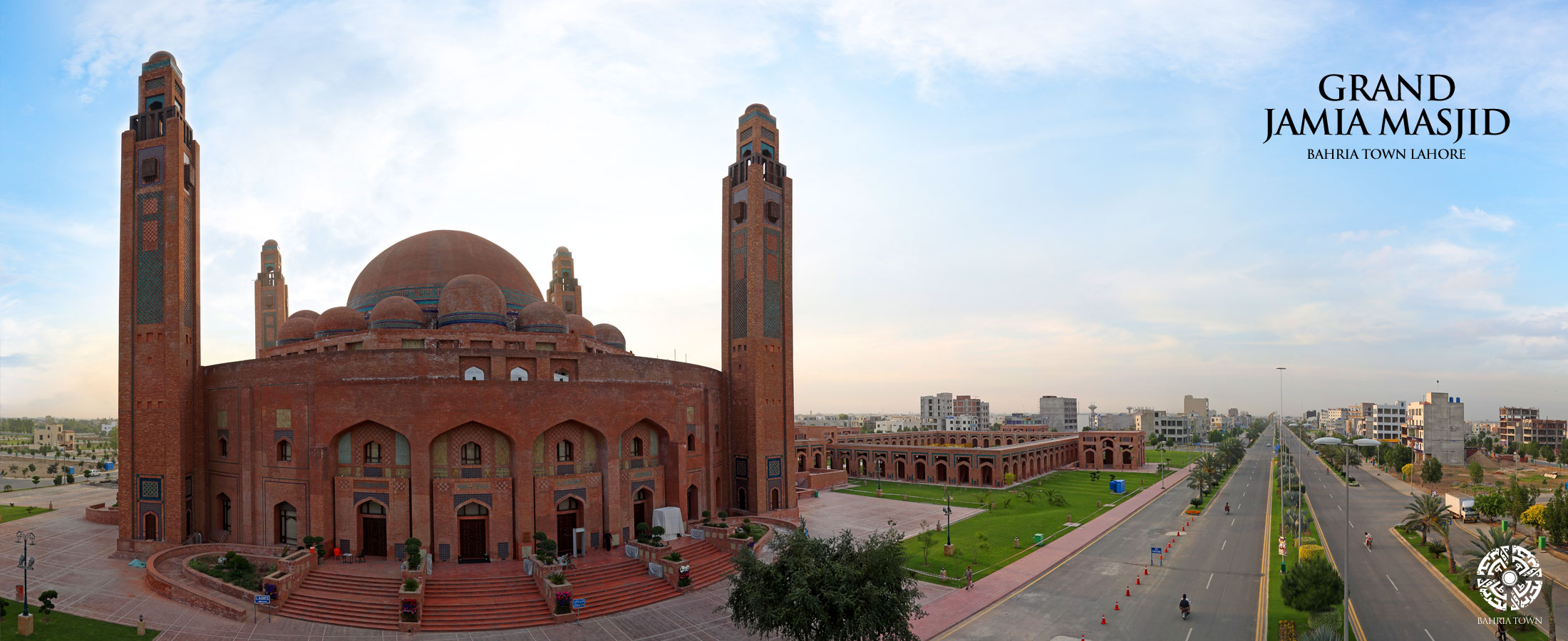
Hinteransicht
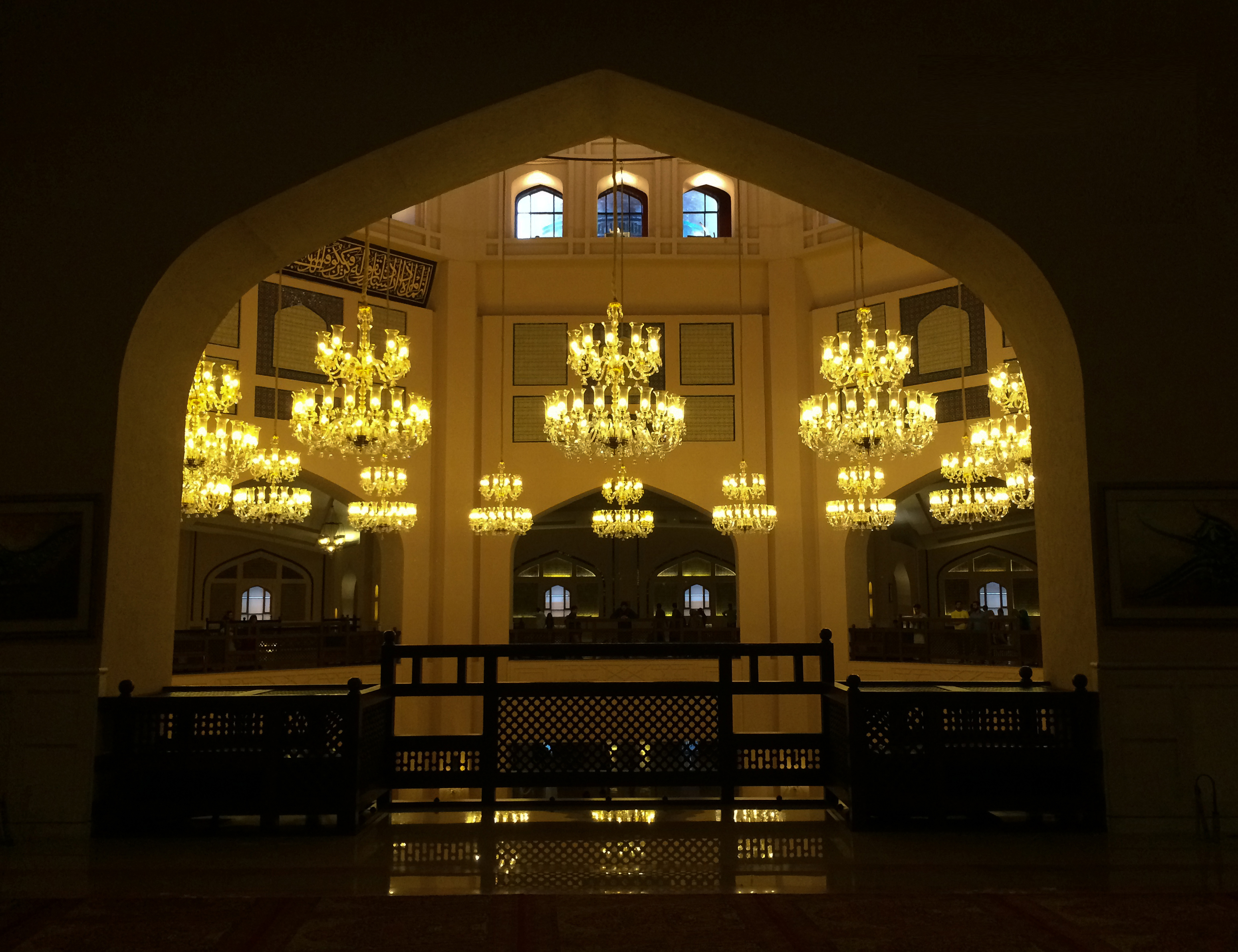
Innenansicht
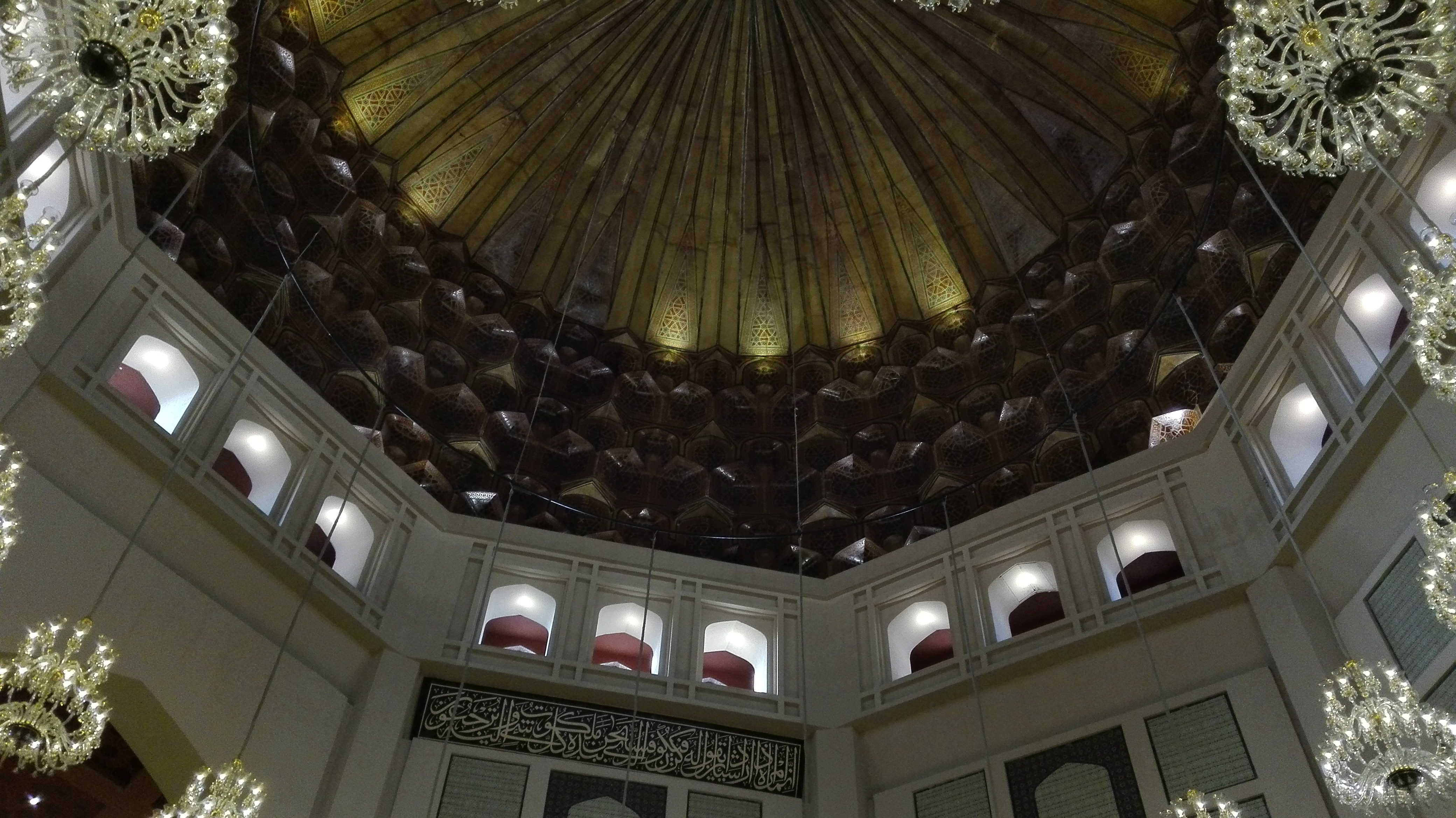
Innenansicht
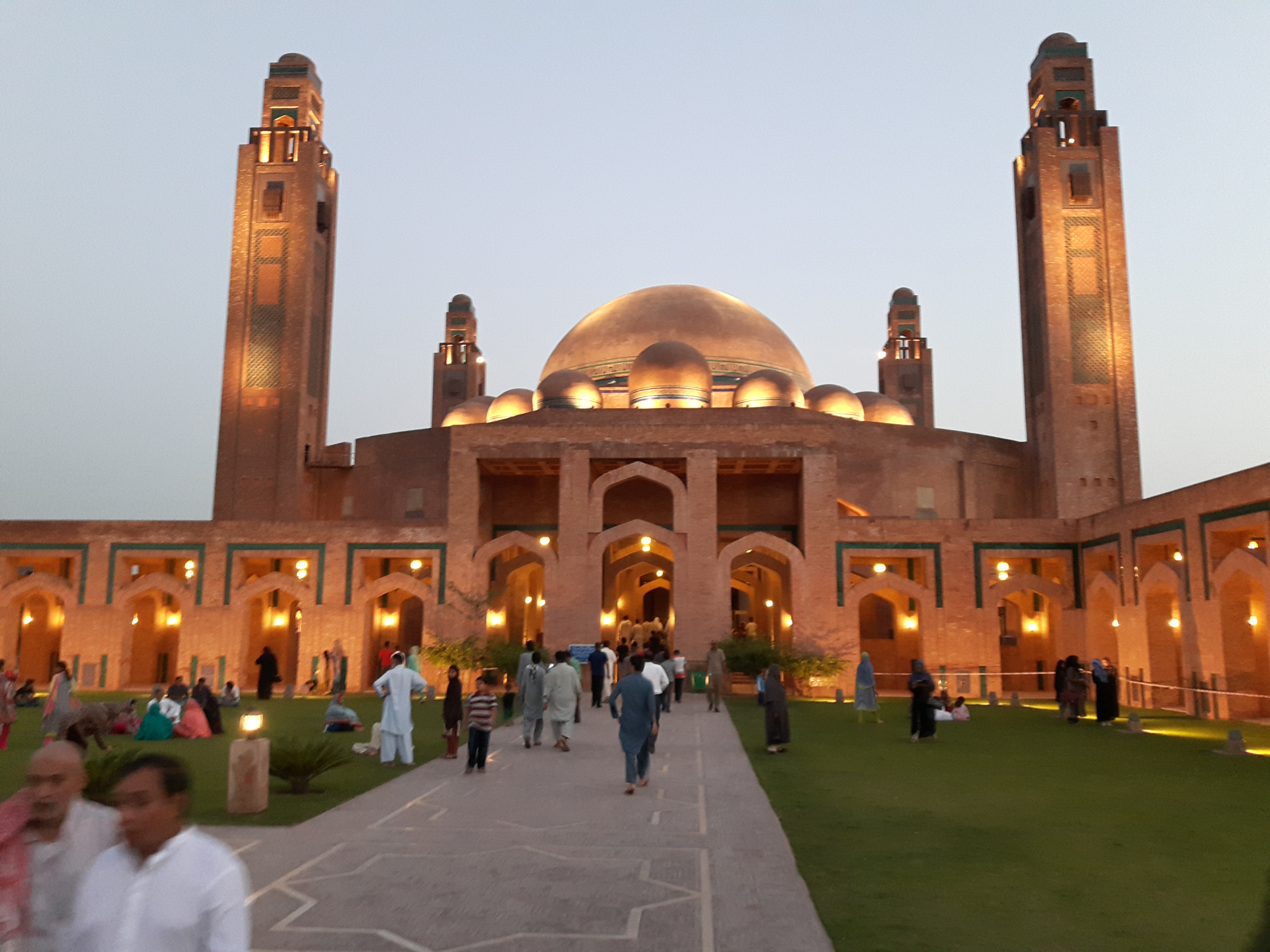
Innenhof
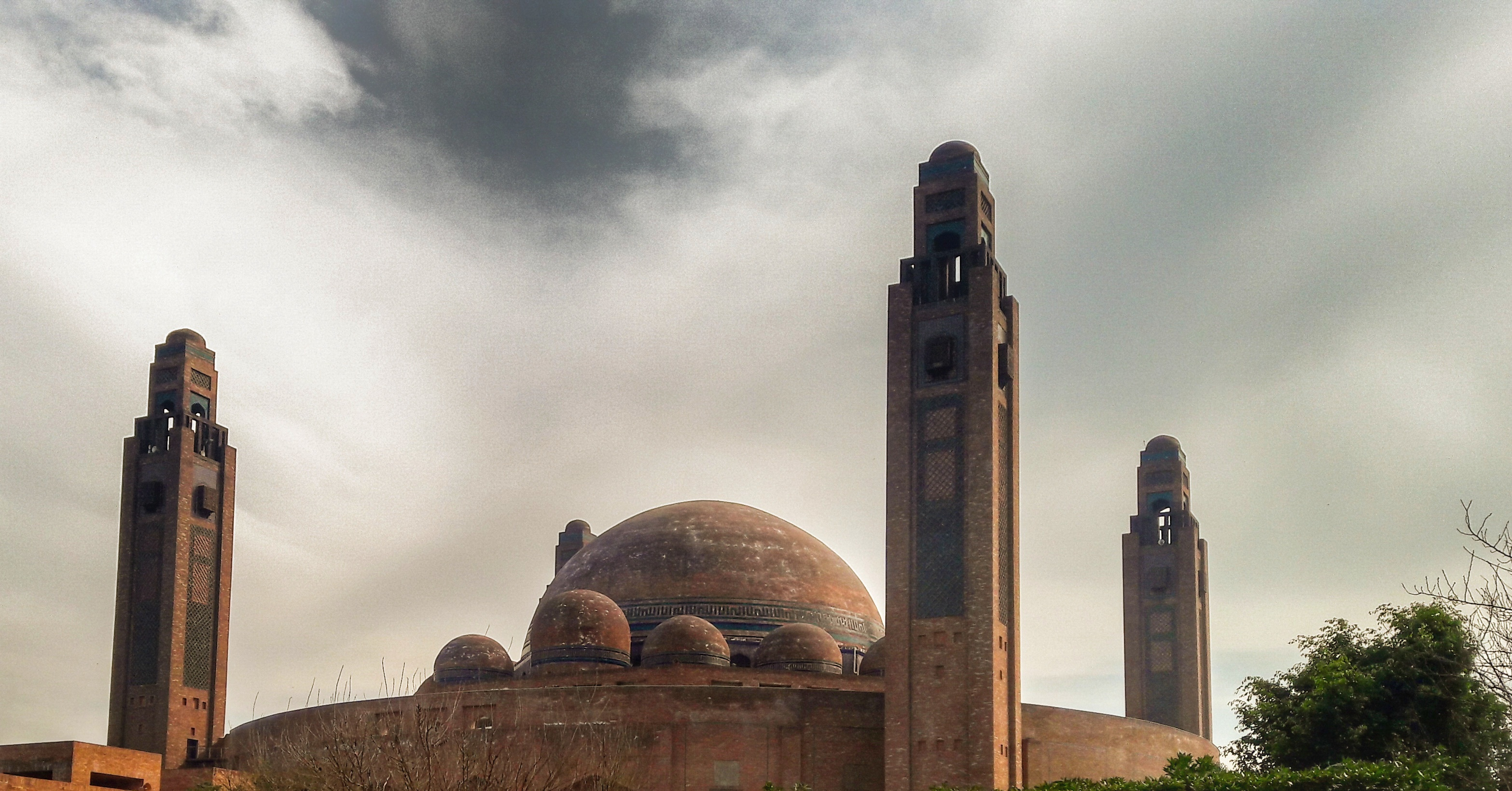
Dach und Minarette
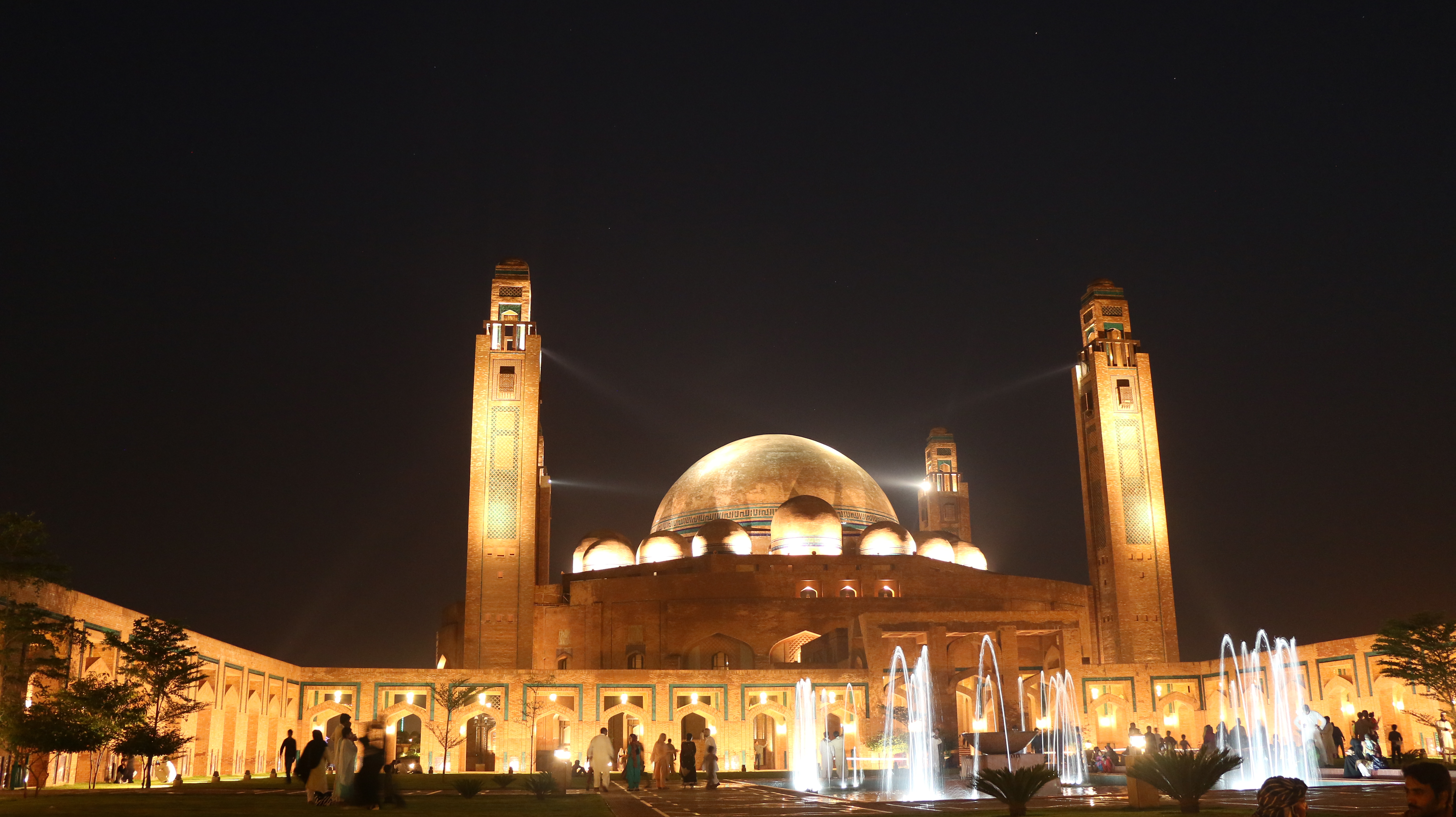
Die Moschee bei Nacht